# Thamnochortus papyraceus
Thamnochortus papyraceus är en gräsväxtart som beskrevs av Neville Stuart Pillans. Thamnochortus papyraceus ingår i släktet Thamnochortus och familjen Restionaceae. Inga underarter finns listade i Catalogue of Life.